# 木下隆之
木下 隆之（きのした たかゆき、1960年5月5日 - ）は、日本のレーシングドライバー、著作家。日本自動車ジャーナリスト協会会員。

## 経歴
東京都出身。血液型はA型。明治学院大学経済学部卒業。妻は料理研究家の飛田和緒。日本カーオブザイヤー選考委員（09-10等）。
2005年当時、専門学校テクニカルカレッジ神戸の非常勤講師を務めていた。
明治学院大学在学中は自動車部で主将を務め、学生ジムカーナやダートトライアルに出場していた。
初レース時のクルマはトヨタKP61スターレットであり、非力なクルマであったことが逆に闘争心に火をつけたと語っている。このレースで初優勝し、その走りを見ていたP'Sプロモータースポーツ監督の上村にスカウトされ、プロのレーサーとして出発する事になる。
その後、日産（ニスモ）と契約し、全日本ツーリングカー選手権への参戦や、ラリーカーのテストドライバーも歴任した。
国内外のツーリングカーレースや耐久レースで活躍。特にニュルブルクリンク24時間レースへの挑戦は1990年の日産・スカイラインGT-Rに始まり、還暦を過ぎた2022年時点で参戦回数は日本人ドライバー最多となっている。TOYOTA GAZOO Racingやシューベルト・モータースポーツなど名門チームからの参戦も多い。
1999年には自らのブランド「Key's RACING」を発足。オリジナルブランドのグッズの展開や、マシンメンテナンスをセルモに委託してチームを興し、全日本GT選手権・GT500クラスに参戦。マシンはトヨタ・スープラ。しかし、TRDから供給されたスープラが型落ちだった事もあり、シーズンを通して苦戦を強いられた。
2014年にはBMWのDTMマシンをテストドライブした。
2018年にはブランパンアジアにBMW M4 GT4でデビューする BMW Team Studieで参戦。パートナーは砂子塾長。
2020年はスーパー耐久シリーズにSS/YZ Racing with Studieで砂子塾長と鈴木宏和と共に参戦。
スポーツ専門チャンネル「J SPORTS」によるスパ24時間レース中継では解説者を務めるなどモータージャーナリスト活動も多い。

## エピソード
- 木下がFJ1600でポールポジションを獲得した際、六田登が漫画『F-エフ-』を描くため取材に来ており、その時の木下の写真をモチーフに描かれたコマがある[10]。
- 木下の父はマツダ・サバンナに乗っていて、木下に「ロータリーエンジンは最高のエンジン。なんたってあのスカイラインGT-Rを負かしたんだからね」と言うほどのロータリーファンだった。しかし後年、木下がスカイラインGT-R（R32）に乗って「親父、今日のレースに勝ったよ」と言うと「そりゃあGT-Rは速いだろうよ」とGT-Rを絶賛。実はGT-Rに乗りたかったが高価で乗れなくて、そこでライバルのサバンナに乗ったらしい。
- レーシングドライバーの他にモータージャーナリストとしても活動しているが、本人は「自動車伝道師」と名乗っている。それは、ジャーナリストとなると社会的な視線の意見や批判的な意見についても述べないといけない為、それを嫌い、一クルマ好きとしてよりクルマの楽しさを伝えたいと言うスタンスから名乗っている。[11]

## レース戦績
- 1987年 
  - 全日本F3選手権（#32 TOMEI ラルトRT-31 NISSAN）（シリーズ14位）
  - VWポカールシリーズ（#29 ヤナセ横浜ビーグルゴルフ2→#16 カストロールノリスゴルフ）
- 1988年 - 全日本ツーリングカー選手権（#24 ヂーゼル機器スカイライン）
- 1989年
  - 全日本F3選手権（#32 TOMEI ラルトRT-32／ラルト-RT32・日産CA18）
  - 全日本ツーリングカー選手権（#24 ヂーゼル機器スカイライン）
- 1990年
  - N1耐久シリーズ
  - スパ・フランコルシャン24時間・グループNクラス（総合13位・クラス3位）
  - シャモニー24時間レース
- 1991年 - スパ・フランコルシャン24時間・クラス優勝 (総合6位・木下/D・ショイスマン/K・オドール組)
- 1992年
  - 全日本ツーリングカー選手権（NISMO #55 共石スカイラインGP-1プラス）
  - N1耐久シリーズ（シリーズ2位）
- 1993年
  - 全日本GT選手権（シリーズ2位）
  - 全日本ツーリングカー選手権（シリーズ4位）
  - N1耐久シリーズ（シリーズ2位）
- 1995年
  - 全日本GT選手権・GT2クラス（1勝・シリーズ11位）
  - N1耐久シリーズ（インターセプト・クラブ・スポーツ #1 日産アルティアFALKEN・GT-R）
- 1998年 - スーパー耐久仙台ハイランド戦総合優勝
- 1999年
  - 全日本GT選手権・GT500クラス（cdma One TOYOTA TEAM CERUMO with Key's #32 cdma One セルモ スープラ)
  - スーパー耐久シリーズチャンピオン
  - ニュルブルクリンク24時間レース（FALKEN MOTOR SPORT #44 日産スカイラインGT-R 木下/田中/竹内/D・ショイスマン組）
- 2000年
  - 全日本GT選手権・GT500クラス（cdma One TOYOTA TEAM CERUMO with Key's #32 cdma One セルモ スープラ)
  - ニュルブルクリンク24時間レース（FALKEN MOTOR SPORT #33 トヨタ・スープラ 木下/竹内/菊地/D・ショイスマン組）
- 2001年
  - スーパー耐久シリーズチャンピオン
  - ニュルブルクリンク24時間レース（FALKEN MOTOR SPORT #44 日産スカイラインGT-R 木下/長谷見/R・アッシュ/D・ショイスマン組）
- 2002年 - スーパー耐久・クラス2（PUMA RACING TEAM #11 三菱ランサーEVO VII）
- 2003年
  - スーパー耐久シリーズチャンピオン
  - 全日本GT選手権・GT300クラス（TEAM TAISAN ADVAN #55 ECLIPSE タイサン ADVAN バイパー）（シリーズ12位・1勝）
  - ニュルブルクリンク24時間レース（FALKEN MOTOR SPORT #44 日産スカイラインGT-R 木下/田中/R・アッシュ/D・ショイスマン組）
- 2004年 - ニュルブルクリンク24時間レース（クラス優勝）
- 2006年 -  スーパー耐久シリーズチャンピオン
- 2007年 -  スーパー耐久シリーズチャンピオン
- 2010年 - ニュルブルクリンク24時間レース ディビジョン2・SP8クラス（GAZOO Racing #50 レクサス・LFA 1LR-GUE）（総合18位・クラス優勝）
- 2018年 - ブランパンGTシリーズアジア・GT4クラス（BMW Team Studie #81 BMW M4 GT4）
- 2019年 - ブランパンGTシリーズアジア・GT4クラス（BMW Team Studie #81 BMW M4 GT4）（シリーズ2位）
- 2022年 - ニュルブルクリンク24時間レース（Schubert Motorsport #880 BMW M2CS Racing）（クラス優勝）

### 全日本F3選手権
| 年     | チーム           | エンジン | 1       | 2      | 3      | 4       | 5       | 6      | 7       | 8      | 9      | 10      | 順位 | ポイント |
| ------ | ---------------- | -------- | ------- | ------ | ------ | ------- | ------- | ------ | ------- | ------ | ------ | ------- | ---- | -------- |
| 1987年 | TOMEI RACING     | 日産     | SUZ Ret | TSU 17 | FSW 12 | SUZ 19  | SUG Ret | SEN 5  | NIS     | TSU 12 | SUZ 7  | SUZ 13  | 14位 | 12       |
| 1989年 | TOMEI RACING     | 日産     | SUZ 13  | FSW 8  | SUZ NC | TSU DNS | SUG 16  | TSU 10 | SUZ Ret | NIS 20 | SUZ 25 | SUZ DNS | NC   | 0        |
| 1991年 | ダラーラジャパン | 無限     | SUZ DNQ | FSW    | SUZ    | TSU     | SEN     | MIN    | TSU     | SUG    | SUZ    | SUZ     | NC   | 0        |

### 全日本ツーリングカー選手権
| 年   | チーム           | 使用車種               | クラス | 1       | 2     | 3     | 4     | 5       | 6       | 7     | 8     | 9     | 順位 | ポイント |
| ---- | ---------------- | ---------------------- | ------ | ------- | ----- | ----- | ----- | ------- | ------- | ----- | ----- | ----- | ---- | -------- |
| 1986 |                  | 日産・スカイライン     | DlV.3  | NIS Ret | SUG   | TSU 5 | SEN 5 | FSW Ret | SUZ 5   |       |       |       |      |          |
| 1988 |                  | 日産・スカイライン     | JTC-1  | SUZ     | NIS   | SEN   | TSU 6 | SUG 7   | FSW Ret |       |       |       |      |          |
| 1989 |                  | 日産・スカイライン     | JTC-1  | NIS Ret | SEN 4 | TSU 8 | SUG 5 | SUZ 3   | FSW Ret |       |       |       |      |          |
| 1992 | NISMO            | 日産・スカイラインGT-R | JTC-1  | TAI 5   | AUT 1 | SUG 2 | SUZ 4 | MIN NC  | TSU 3   | SEN 2 | FSW 1 |       | 6位  | 100      |
| 1993 | 一ッ山レーシング | BMW・M3                | JTC-2  | MIN Ret | AUT   | SUG 6 | SUZ 5 | TAI 4   | TSU 4   | TOK 3 | SEN 5 | FSW 3 | 9位  | 66       |

### 全日本GT選手権
| 年     | チーム                                | 使用車両               | クラス | 1       | 2       | 3       | 4       | 5       | 6       | 7      | 8       | 順位 | ポイント |
| ------ | ------------------------------------- | ---------------------- | ------ | ------- | ------- | ------- | ------- | ------- | ------- | ------ | ------- | ---- | -------- |
| 1995年 | 牧口エンジニアリング                  | BMW・M3                | GT2    | SUZ     | FSW     | SEN Ret | FSW 1   | SUG Ret | MIN 2   |        |         | 11位 | 35       |
| 1996年 | 牧口エンジニアリング                  | BMW・M3                | GT300  | SUZ 3   | FSW 4   | SEN 1   | FSW Ret | SUG 10  | MIN 4   |        |         | 3位  | 53       |
| 1997年 | HITOTSUYAMA RACING                    | BMW・318i              | GT300  | SUZ Ret |         |         |         |         |         |        |         | 14位 | 13       |
| 1997年 | TEAM DAISHIN                          | 日産・シルビア         | GT300  |         | FSW 7   | SEN 6   | FSW Ret | MIN Ret | SUG 8   |        |         | 14位 | 13       |
| 1998年 | HITOTSUYAMA RACING                    | BMW・M3                | GT300  | SUZ     | FSW C   | SEN     | FSW     |         |         |        |         | 19位 | 12       |
| 1998年 | 910 RACING                            | ポルシェ・911          | GT300  |         |         |         |         | TRM 3   | MIN Ret | SUG 14 |         | 19位 | 12       |
| 1999年 | cdmaOne TOYOTA TEAM CERUMO with Key's | トヨタ・スープラ       | GT500  | SUZ 8   | FSW 6   | SUG 8   | MIN Ret | FSW Ret | TAI 11  | TRM 15 |         | 16位 | 12       |
| 2000年 | cdmaOne TOYOTA TEAM CERUMO with Key's | トヨタ・スープラ       | GT500  | TRM 11  | FSW Ret | SUG 16  | FSW 19  | TAI 13  | MIN Ret | SUZ 10 |         | 23位 | 1        |
| 2001年 | TEAM TAISAN ADVAN Jr.                 | ダッジ・バイパー GTS-R | GT300  | TAI 8   | FSW 9   | SUG     | FSW 9   | TRM 14  | SUZ     | MIN 3  |         | 15位 | 19       |
| 2002年 | TEAM TAISAN ADVAN                     | ポルシェ・911          | GT300  | TAI     | FSW 3   |         |         |         |         |        |         | 11位 | 34       |
| 2002年 | TEAM TAISAN ADVAN Jr.                 | ダッジ・バイパー GTS-R | GT300  |         |         | SUG 5   | SEP 9   | FSW     | TRM     | MIN    |         | 11位 | 34       |
| 2002年 | RE雨宮レーシング                      | マツダ・RX-7           | GT300  |         |         |         |         |         |         |        | SUZ 3   | 11位 | 34       |
| 2003年 | TEAM TAISAN ADVAN                     | ダッジ・バイパー GTS-R | GT300  | TAI 16  | FSW 16  | SUG Ret | FSW 1   | FSW 5   | TRM Ret | AUT 7  | SUZ Ret | 12位 | 34       |

### スパ・フランコルシャン24時間レース
| 年     | チーム           | コ・ドライバー                              | 使用車両               | クラス   | 周回 | 総合順位 | クラス順位 |
| ------ | ---------------- | ------------------------------------------- | ---------------------- | -------- | ---- | -------- | ---------- |
| 1990年 | チーム・ゼクセル | 都平健二 ディアク・ショイスマン             | 日産・スカイラインGT-R | N/class5 | 409  | 13位     | 3位        |
| 1991年 | チーム・ゼクセル | ディアク・ショイスマン キース・オドール     | 日産・スカイラインGT-R | N/Div.4  | 457  | 6位      | 1位        |
| 1992年 | NISMO            | ディアク・ショイスマン ルイス・ペレス＝サラ | 日産・スカイラインGT-R | N3.0     |      | DNF      | DNF        |

### N1耐久レース／スーパー耐久
| 年     | チーム                 | クラス | コ・ドライバー          | 車両                   | 1     | 2       | 3       | 4       | 5       | 6     | 7     | 8       | 順位 | ポイント |
| ------ | ---------------------- | ------ | ----------------------- | ---------------------- | ----- | ------- | ------- | ------- | ------- | ----- | ----- | ------- | ---- | -------- |
| 1992年 | Team ZEXEL             | 1      | 山田英二                | 日産・スカイラインGT-R | SEN 4 | FSW 2   | TAI 4   | TSU 2   | MIN 2   | SUG 2 |       |         | 2位  | 36       |
| 1993年 | Team ZEXEL             | 1      | 山田英二                | 日産・スカイラインGT-R | TAI 2 | SEN 2   | SUZ 1   | FSW 7   | TOK 4   | TSU 2 | MIN 5 | SUG 7   |      |          |
| 1994年 | プリンス東京 FUJITSUBO | 1      | 砂子塾長 山田英二(Rd.6) | 日産・スカイラインGT-R | MIN 4 | SUZ Ret | SEN Ret | FSW Ret | AID Ret | TOK 9 | TSU 3 | SUG 2   |      |          |
| 1995年 | 日産アルティア FALKEN  | 1      | 桂伸一 清水和夫(Rd.5)   | 日産・スカイラインGT-R | MIN 4 | SEN 7   | FSW Ret | TAI Ret | TOK 2   | SUZ 1 | SUG 2 |         |      |          |
| 1998年 | まんぷく堂             | 1      | 山田英二                | 日産・スカイラインGT-R | MIN   | SUG NC  |         |         |         |       |       |         |      |          |
| 1998年 | プリンス東京 FUJITSUBO | 1      | 福山英朗 砂子塾長(Rd.8) | 日産・スカイラインGT-R |       |         | SUZ 2   | TAI 2   | TOK     | SEN 1 | TRM 3 | FSW DNS |      |          |

## 主な寄稿先
- オートスポーツ（三栄書房）
- driver（八重洲出版）
- J's Tipo（ネコパブリッシング）
- CARトップ（交通タイムス社）
- Racing On（ニューズ出版）
- TOYOTA GAZOO Racing公式ホームページ

### 連載記事
- 「タワー3階」（オートスポーツ）
- 「愛の直列12気筒」（driver）
- 「23時59分からの逆襲」（J'sTipo）
- 「木下隆之コラム　クルマ・スキ・トモニ」（TOYOTA GAZOO Racing）